# Liste der Carcassonne-Erweiterungen
Die Liste der Carcassonne-Erweiterungen umfasst sämtliche für das Basisspiel entworfenen Erweiterungen. Carcassonne erfreute sich innerhalb kürzester Zeit einer großen und dauerhaften Nachfrage. Der Hans im Glück Verlag berichtete, dass viele Rückmeldungen von Spielern eingegangen sind, die nach weiteren Landschaftskarten verlangen, was die Einführung von Erweiterungen zur Folge hatte.

## Spielprinzip
Das Spielprinzip bleibt im Wesentlichen gleich. Erweiterungen verlängern in erster Linie die Spielzeit, ermöglichen aber auch das Spielen mit mehr Personen. Große Erweiterungen wurden mit etwa einer Viertelstunde bemessen, inzwischen mit fünf Minuten mehr im Vergleich zum Grundspiel. Auch führen sie kleinere Ergänzungen ein, indem neue Spielfiguren und neue Abbildungen auf den Karten weitere Handlungen ermöglichen. Ein Carcassonne-Spiel kann durch die Erweiterungen und mehrere Grundspiele erheblich verlängert werden. Generell sind die Erweiterungen beliebig kombinierbar. Auswirkungen der Erweiterungen untereinander sind aber vor allem bei den Mini-Erweiterungen nicht ausreichend beschrieben.

## Design
Die Erweiterungen unterliegen aus technischen Gründen stets Abweichungen in den Druckfarben; das Grün der Wiesen ist unterschiedlich, aber auch die Rückseiten der Plättchen zeigen zuweilen deutliche Unterschiede. Etliche Spieler sehen darin einen Nachteil, da man beim Zug eines Plättchens sehen kann, aus welcher Erweiterung es stammt. Inwieweit tatsächlich ein strategischer Vorteil aus dieser Erkennbarkeit entsteht, wird kontrovers diskutiert.
Neben der Möglichkeit, die Kärtchen „blind“ zu ziehen, hat der Verlag seiner zweiten Erweiterung einen Stoffbeutel beigelegt, aus dem die Plättchen gezogen werden können. Da sich hierdurch die Kanten der Plättchen schnell abstoßen, gibt es als edle Alternative zum Beutel mehrere Anbieter von Kartenspender-Türmen bzw. den „offiziellen“ Kartenturm der 4. Erweiterung.
Zur Trennung für Spiele ohne bestimmte Erweiterungen werden die Erweiterungen seit 2008 mit einem je eigenen kleinen Symbol versehen. Seit dem Jahr 2015 wurden sukzessive die Erweiterungen auf das Design der Neuen Edition umgestellt, wobei noch eine Übergangsphase bestand, sodass z. B. 2016 die Erweiterung Das Labyrinth in beiden Designs veröffentlicht wurde. Ab 2017 wurden die Erweiterungen endgültig nur noch im neuen Design veröffentlicht. Teilweise werden alte Erweiterungen wie Halb so wild im neuen Design wieder aufgelegt.

## Übersicht der Erweiterungen
In folgender Tabelle sind alle Erweiterungen aufgeführt.
| Name der Erweiterung             | Erscheinungs- jahr | Art der Erweiterung | Anzahl der Kärtchen | Links                             |
| -------------------------------- | ------------------ | ------------------- | ------------------- | --------------------------------- |
| Wirtshäuser und Kathedralen a    | 2002; 2015         | groß (01.)          | 18                  | Hans im Glück, BoardGameGeek      |
| Händler und Baumeister a         | 2003; 2015         | groß (02.)          | 24                  | Hans im Glück, BoardGameGeek      |
| Burgfräulein und Drache a        | 2005; 2016         | groß (03.)          | 30                  | Hans im Glück, BoardGameGeek      |
| Der Turm a                       | 2006; 2016         | groß (04.)          | 18                  | Hans im Glück, BoardGameGeek      |
| Abtei und Bürgermeister a        | 2007; 2016         | groß (05.)          | 18                  | Hans im Glück, BoardGameGeek      |
| Graf, König und Konsorten a      | 2007; 2016         | groß (06.)          | 05 + 31             | Hans im Glück, BoardGameGeek      |
| Das Katapult                     | 2008               | groß (07.)          | 12                  | BoardGameGeek                     |
| Brücken, Burgen und Basare a     | 2010; 2017         | groß (08.)          | 12                  | Hans im Glück, BoardGameGeek      |
| Schafe und Hügel a               | 2014; 2018         | groß (09.)          | 18                  | Hans im Glück, BoardGameGeek      |
| Manege frei! n                   | 2017               | groß (10.)          | 20                  | Hans im Glück, BoardGameGeek      |
| Der Fluss                        | 2001               | mini                | 12                  | BoardGameGeek                     |
| König und Späher                 | 2003               | mini                | 07 + 5              | BoardGameGeek                     |
| Die Katharer                     | 2004               | mini (spielbox)     | 04                  | BoardGameGeek                     |
| Der Graf von Carcassonne         | 2004               | mini                | 12                  | BoardGameGeek                     |
| Der Fluss II                     | 2005               | mini                | 12                  | BoardGameGeek                     |
| mini expansion                   | 2006               | mini                | 12                  | BoardGameGeek                     |
| Die Kultstätte                   | 2008               | mini (spielbox)     | 05                  | BoardGameGeek                     |
| Cult, Siege and Creativity       | 2008               | mini                | 12                  | BoardGameGeek                     |
| Der Tunnel                       | 2009               | mini (spielbox)     | 04                  | BoardGameGeek                     |
| Die Kornkreise                   | 2010               | mini                | 06                  | BoardGameGeek                     |
| Die Pest                         | 2010               | mini (spielbox)     | 06                  | BoardGameGeek                     |
| Die Schule                       | 2011               | mini                | 02                  | BoardGameGeek                     |
| Das Fest a / f                   | 2011               | mini                | 10/12 g             | BoardGameGeek                     |
| Das Gefolge c                    | 2011               | mini                | 0                   | BoardGameGeek                     |
| Die Fluggeräte c                 | 2012               | mini (Mini 1)       | 08                  | BoardGameGeek                     |
| Die Depeschen c                  | 2012               | mini (Mini 2)       | 08                  | BoardGameGeek                     |
| Die Fähren c                     | 2012               | mini (Mini 3)       | 08                  | BoardGameGeek                     |
| Die Goldminen c                  | 2012               | mini (Mini 4)       | 08                  | BoardGameGeek                     |
| Magier & Hexe c                  | 2012               | mini (Mini 5)       | 08                  | BoardGameGeek                     |
| Die Räuber c                     | 2012               | mini (Mini 6)       | 08                  | BoardGameGeek                     |
| Die Kornkreise II c              | 2012               | mini (Mini 7)       | 06                  | BoardGameGeek                     |
| Die Windrosen                    | 2012               | mini (spielbox)     | 06                  | BoardGameGeek                     |
| Die Häuser                       | 2012               | mini (spielbox)     | 0                   | BoardGameGeek                     |
| Die Belagerer                    | 2013               | mini                | 06                  | BoardGameGeek                     |
| Klöster in Deutschland a / f     | 2014               | mini                | 06                  | BoardGameGeek                     |
| Holländische Klöster             | 2014               | mini                | 06                  | 999 Games, BoardGameGeek          |
| Halb so wild I a                 | 2014               | mini (spielbox)     | 12 × 1⁄2            | BoardGameGeek                     |
| Halb so wild II a                | 2014               | mini                | 12 × 1⁄2            | BoardGameGeek                     |
| Darmstadt spielt                 | 2014               | mini                | 03                  | darmstadt-spielt.de BoardGameGeek |
| Burgen in Deutschland a          | 2015               | mini                | 06 × Doppel         | BoardGameGeek                     |
| Das Labyrinth b                  | 2016               | mini (SpielDoch)    | 02                  | BoardGameGeek                     |
| Kathedralen in Deutschland a / f | 2016               | mini                | 06                  | BoardGameGeek                     |
| Klöster/Tempel in Japan n        | 2016               | mini                | 06                  | BoardGameGeek                     |
| Die Wachtürme n                  | 2016               | mini                | 12                  | BoardGameGeek                     |
| Märkte zu Leipzig n / f          | 2017               | mini                | 06 × Doppel d       | BoardGameGeek                     |
| Die Obstbäume n                  | 2018               | mini                | 06                  | BoardGameGeek                     |
| Namenlose Mini-Erweiterung n     | 2018               | mini (Spieldoch)    | 02 + 2              | BoardGameGeek                     |
| Die Bader n                      | 2019               | mini                | 06                  | BoardGameGeek                     |
| Die Zöllner n / f                | 2019               | mini                | 10                  | BoardGameGeek                     |
| Maps n                           | 2019/2020          | mini                | 0                   | BoardGameGeek                     |
| Die Bauernaufstände n            | 2020               | mini                | 12                  | BoardGameGeek                     |
| Die Landvermesser n              | 2020               | mini                | 0                   | BoardGameGeek                     |
| Die Geschenke e                  | 2021               | mini                | 0                   | BoardGameGeek                     |
| Die Wegweiser e                  | 2021               | mini                | 12                  | BoardGameGeek                     |
| Die Wetteinsätze e               | 2022               | mini                | 10                  | BoardGameGeek                     |
| Wunder der Menschheit e          | 2023               | mini                | 04 × Fünfer         | BoardGameGeek                     |
| Die Zugbrücken e                 | 2023               | mini                | 12                  | BoardGameGeek                     |
| Der Frühling e                   | 2024               | mini                | 12                  | BoardGameGeek                     |
| Wunder der Menschheit II e       | 2024               | mini                | 04 × Fünfer         | BoardGameGeek                     |
| Der Herbst e                     | 2024               | mini                | 12                  | BoardGameGeek                     |

Nachfolgend werden die bislang verfügbaren Erweiterungen besprochen. Derzeit sind zehn offizielle Erweiterungen mit größerem Umfang sowie 39 das Spiel um Kleinigkeiten ergänzende Mini-Erweiterungen erschienen.

## Große Erweiterungen
Die großen Erweiterungen haben einen Umfang von 12 bis 30 Karten und umfangreiche Regeländerungen. Sie werden wie das Grundspiel vertrieben und verlängern die Spieldauer um je eine Viertelstunde.

### Wirtshäuser und Kathedralen (1. Erweiterung)

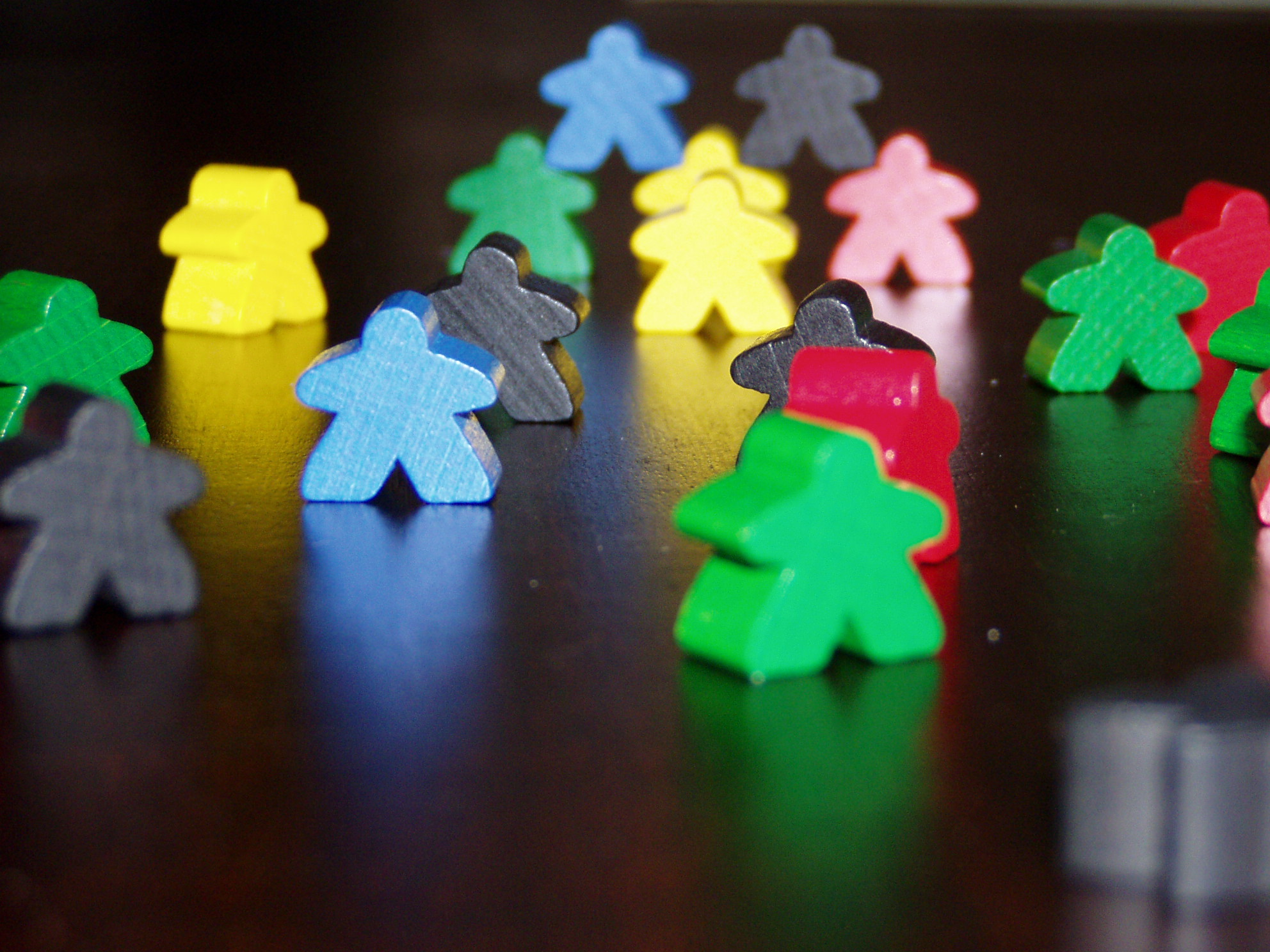
Der ersten Erweiterung liegen Spielfiguren für einen sechsten Mitspieler bei

Mit der Erweiterung werden 18 neue Landschaftskarten ins Spiel gebracht. Besonders wegweisend sind die Kathedralen, die im Falle der Vollendung die Punkte dieser Stadt um die Hälfte erhöhen (drei statt zwei Punkte pro Plättchen), und die Wirtshäuser, die die Punkte der nahegelegenen Straße verdoppeln. Im Falle der Nichtvollendung gehen die Spieler leer aus. Des Weiteren gibt es nun sechs Plättchen, die beim Umrunden der Leiste die Punkte anzeigen. Zudem beinhaltet die Erweiterung auch Gefolgsleute in Grau für einen sechsten Mitspieler sowie für jede Spielpartei einen großen Gefolgsmann, der wie ein kleiner eingesetzt werden kann, aber bei der Mehrheitsentscheidung bezüglich der Punkte wie zwei kleine zählt.
Der Titel Wirtshäuser und Kathedralen für die 2002 erschienene Erweiterung hat sich erst im Laufe der Zeit gefunden. Ursprünglich hieß sie nur Die Erweiterung. Seit 2008 werden die Karten mit einem kleinen Gefolgsmann zur Trennung für Spiele ohne bestimmte Erweiterungen gedruckt.
Die Erweiterung erschien 2015 auch im Design der Neuen Edition. Die Gefolgsleute für den sechsten Spieler sind jedoch nicht mehr grau, sondern pink. Außerdem beinhaltet die Erweiterung auch eine sechste, pinke Spielfigur (Der Abt) für die gleichnamige Mini-Erweiterung, die der Neuen Edition beiliegt. Auch befinden sich auf zwei der Landschaftskärtchen Gärten für diese Mini-Erweiterung.

### Händler und Baumeister (2. Erweiterung)
Mit der zweiten Erweiterung kommen 24 neue Landschaftskarten ins Spiel. Weiterhin enthält die Erweiterung einen Stoffbeutel, welcher dem Zubehörartikel le sac entspricht. Seit 2008 werden die Karten der 2003 ersterschienenen Erweiterung mit einem kleinen Schweinchen zur Trennung für Spiele ohne bestimmte Erweiterungen gedruckt. Die Erweiterung erschien 2015 auch im Design der Neuen Edition.
20 Karten sind mit Stadtteilen mit einem der drei Warensymbole „Wein“, „Korn“ und „Tuch“ versehen. Derjenige Spieler, der eine Stadt mit Waren fertigstellt, bekommt die vorhandenen Warensymbole in Form von Warenplättchen ausgehändigt. Bei der Schlusswertung werden pro Warenkategorie zehn Punkte an denjenigen Spieler vergeben, der die meisten Warenplättchen dieser Kategorie besitzt. Haben mehrere Spieler gleich viele Warenplättchen einer Kategorie, bekommt jeder zehn Punkte.
Jeder Mitspieler erhält eine der neuen Figuren „Baumeister“ und „Schwein“. Den Baumeister kann man in eine Stadt oder auf eine Straße setzen, wo sich bereits mindestens ein eigener Gefolgsmann befindet. Wird am Gebiet, auf dem der Baumeister steht, im nächsten Zug weitergebaut, so darf eine weitere Karte gezogen und an eine beliebige passende Stelle angelegt werden. Das Schwein kann auf eine Wiese gesetzt werden, auf der der Spieler mindestens einen Bauern liegen hat. Hat man bei der Schlusswertung die Mehrheit für diese Wiese, erhält man einen zusätzlichen Punkt pro Stadt.
Charakteristisch für diese Erweiterung ist die Möglichkeit, eine Stadt oder eine Straße des Gegners zu schließen, um die Waren der Stadt zu ergattern oder um den gegnerischen Baumeister aus dem Spiel zu bringen.

### Burgfräulein und Drache (3. Erweiterung)
Die im Februar 2005 zur Nürnberger Spielwarenmesse erschienene Erweiterung enthält 30 neue Landschaftskärtchen sowie die beiden Holzfiguren „Drache“ und „Fee“. Seit 2008 werden die Karten der 2005 ersterschienenen Erweiterung mit einer kleinen Fee zur Trennung für Spiele ohne bestimmte Erweiterungen gedruckt. Die Erweiterung erschien 2016 auch im Design der Neuen Edition.
Der Drache wird mittels der Vulkane ins Spiel gebracht. Wird ein neuer Vulkan gezogen, zieht der Drache dorthin. Insgesamt zieht der Drache bis zu sechs Mal, wenn eine Karte mit Drachensymbol gezogen wird. Mit Ausnahme des Gutshofes aus der 5. Erweiterung müssen alle Figuren, deren Feld er betritt und die nicht durch die Fee geschützt werden oder sich in der Grafenstadt bzw. einer Burg befinden, wieder zurückgenommen werden.  Dies ist nahezu unmöglich, wenn man zu zweit oder dritt spielt, weshalb bisweilen empfohlen wird, dass erst der Erste zwei Züge macht, dann der Zweite zwei, dann wieder der Erste bzw. der Dritte zwei.
Wird eine Karte mit Burgfräulein an eine Stadt gelegt, darf der Spieler entweder einen Gefolgsmann aus der Stadt entfernen oder einsetzen. Beim Zaubergang darf er einen Gefolgsmann in ein beliebiges, unbesetztes und unvollendetes Projekt einsetzen. Die Fee wird anstelle eines Gefolgsmanns gesetzt, bevorzugt zu einem eigenen. Sie schützt vor dem Drachen und bringt dem Spieler einen Punkt, wenn sie noch bei Zugbeginn bei einem Gefolgsmann steht, und drei zusätzlich bei entsprechendem Projektende.

### Der Turm (4. Erweiterung)
Zu der im Februar 2006 erschienenen Erweiterung Der Turm gehören 18 neue Landschaftskärtchen, auf denen ein Turmfundament abgebildet ist. Des Weiteren erhält die Erweiterung einen Kartenspender in Form eines Turmes, in dem ca. 170 Karten Platz haben. Seit 2008 werden die Karten der 2006 ersterschienenen Erweiterung mit einem kleinen Turm zur Trennung für Spiele ohne bestimmte Erweiterungen gedruckt. Die Erweiterung erschien 2016 auch im Design der Neuen Edition.
Anstelle eines Gefolgsmannes kann ein Turmteil aus dem eigenen Fundus auf ein Fundament oder einen begonnenen Turm gesetzt werden. Mit dem Wachsen des Turms erhöht sich sein Einfluss auf horizontal und vertikal benachbarte Felder. Befindet sich in seiner Reichweite ein gegnerischer Gefolgsmann, so wird dieser gefangen genommen. Gefangene Gefolgsmänner können entweder zurückgetauscht oder mit Punkten zurückgekauft werden. Abgeschlossen werden dürfen Turmprojekte nur mit normalen oder großen Meeplen. Folgende Figuren dürfen nicht gefangen genommen werden: Schwein, Baumeister (beide 2. Erweiterung), Gutshof (5. Erweiterung), innerhalb der Stadt Carcassonne(6. Erweiterung), innerhalb einer Burg (8. Erweiterung), der Schäfer (9. Erweiterung) sowie sämtliche neutrale Figuren.

### Abtei und Bürgermeister (5. Erweiterung)
Die Erweiterung hält zwölf neue Landschaftskärtchen sowie für jeden Spieler drei neue Figuren („Gutshof“, „Wagen“ und „Bürgermeister“) und für jeden Mitspieler eine „Abtei-Karte“ bereit. Die Karten der 2007 erschienenen Erweiterung  werden seit 2008 mit einem kleinen Gutshof zur Trennung für Spiele ohne bestimmte Erweiterungen gedruckt. Die Erweiterung erschien 2016 auch im Design der Neuen Edition.
Die Abtei-Karte darf in eine auf allen vier Kanten abgeschlossene „Lücke“ im Spielfeld gelegt werden, ohne die Weiterführung von Straßenabschnitten, Stadtteilen oder Wiesen berücksichtigen zu müssen. Gewertet wird sie wie ein Kloster.
Der Gutshof kann anstelle eines Gefolgsmanns auf den Schnittpunkt von vier „Wiesen-Kärtchen“ gesetzt werden und bringt am Ende des Spiels pro Stadt einen Punkt mehr als normale Bauern. Dabei kann beim Setzen eines Gutshofes auf der Wiese schon ein Bauer liegen, der dann ähnlich der Schlussabrechnung abgefunden wird. Weitere Bauern werden im Rahmen der Zusammenlegung der Wiesen im geringeren Rahmen abgefunden. Der Wagen darf statt eines Gefolgsmanns eingesetzt werden. Wird ein Gebiet, auf dem der Wagen steht, gewertet, so darf dieser direkt in ein orthogonal oder diagonal angrenzendes, nicht abgeschlossenes Projekt, nicht aber eine Wiese versetzt werden. Ebenfalls anstelle eines Gefolgsmanns kann der Bürgermeister in eine Stadt eingesetzt werden. Bei der Berechnung der Mehrheitsverhältnisse zählt der Bürgermeister so viel, wie Wappen in der Stadt sind.
Bei dieser Erweiterung wird moniert, dass durch die Vielzahl weiterer Gefolgsleute der Reiz des Haushaltens und schneller Rücknahme der Figuren verloren geht. Auch wird der Gutshof als zu mächtig angesehen.

### Graf, König und Konsorten (6. Erweiterung)
Die sechste Erweiterung besteht aus insgesamt 36 Kärtchen und enthält die bereits einzeln erhältlichen Mini-Erweiterungen Der Graf von Carcassonne (zwölf Kärtchen), König und Raubritter (sieben Kärtchen; entspricht König und Späher ohne die fünf Kärtchen für Die Jäger und Sammler), Der Fluss II (zwölf Kärtchen) sowie die neue Mini-Erweiterung Die Kultstätte und der Ketzer.
Diese Mini-Erweiterung besteht aus fünf neuen Landschaftskärtchen, auf denen jeweils eine Kultstätte abgebildet ist. Die Karten werden unter das Spiel gemischt und nach den üblichen Regeln angelegt. Die Kultstätte wird wie ein Kloster eingesetzt. Der darauf stehende Gefolgsmann wird Ketzer genannt. Legt ein Spieler eine Kultstättenkarte neben eine Klosterkarte, so fordert der Ketzer den Mönch heraus. Bei der Herausforderung geht es darum, wer sein Gebäude zuerst fertiggestellt hat. Bei Fertigstellung bekommt der Gewinner neun Punkte, der Verlierer geht leer aus.
Die Karten der 2007 erschienenen Erweiterung werden seit 2008 mit einer kleinen Krone zur Trennung für Spiele ohne bestimmte Erweiterungen gedruckt. Die Erweiterung ist seit 2017 auch im Design der Neuen Edition erhältlich. Die zwölf Kärtchen der Mini-Erweiterung Der Graf von Carcassonne wurden jedoch hierbei durch zwei 2 × 3 Kärtchen große Karten ersetzt. Zusätzlich wurden Marker beigelegt, um die größte Stadt bzw. längste Straße zu kennzeichnen.

### Das Katapult (7. Erweiterung)
Die Erweiterung enthält neben einem Holzkatapult und einer Messlatte zwölf neue Landschaftskärtchen, auf denen ein Jahrmarkt abgebildet ist, sowie für jeden Mitspieler vier unterschiedliche Katapult-Plättchen, welche zu Spielbeginn ausgeteilt werden. Die Karten wurden mit einem kleinen Katapult zur Trennung für Spiele ohne bestimmte Erweiterungen gedruckt. Diese Erweiterung ist zudem als einzige der großen Erweiterungen, die zu Zeiten des alten Designs erschienen, nicht im neuen Design aufgelegt worden und wird seitens des Verlages nicht weiter vertrieben.
Wird eine Landschaftskarte mit dem Jahrmarkt gezogen und angelegt, folgt eine Katapult-Runde. Der Spieler, der die Jahrmarktkarte angelegt hat, wählt von seinen Katapult-Plättchen eines aus, das dann mit Hilfe des Katapults geschleudert wird. Seine Mitspieler folgen reihum und schleudern das gleiche Plättchen. Je nach Wahl des Plättchens müssen unterschiedliche Ziele getroffen werden. Dies kann zur Folge haben, dass Gefolgsleute in den Vorrat zurückkehren müssen bzw. ausgetauscht werden oder dass der Spieler Zusatzpunkte ergattert.
In Internetforen und Kaufrezensionen wird Kritik am Spielprinzip der 7. Erweiterung geübt. Durch die Verwendung des Katapults und den damit verbundenen „Glücksfaktor“ blieben die für Carcassonne typischen Taktik- und Strategieelemente auf der Strecke.

### Brücken, Burgen und Basare (8. Erweiterung)
Die achte Erweiterung wurde im Februar 2010 auf der Nürnberger Spielwarenmesse vorgestellt und besteht neben zwölf neuen Landschaftskärtchen aus zwölf hölzernen Brückenelementen und zwölf Burg-Plättchen. Brücken und Burgen werden zu Beginn an die Mitspieler verteilt. Die Karten werden mit einer kleinen Brücke zur Trennung für Spiele ohne bestimmte Erweiterungen gedruckt. Die Erweiterung erschien 2017 auch im Design der Neuen Edition.
Wird eine Karte mit dem neuen Element „Basar“ gezogen und angelegt, folgt eine „Versteigerungsrunde“, bei der die Mitspieler reihum Gebote für zusätzliche Landschaftskärtchen abgeben und diese erwerben können. Die Brückenelemente können zusätzlich in einem Spielzug gesetzt werden, wenn eine Straße weitergeführt werden soll, aber mit der aktuellen Karte nicht weitergeführt werden kann. Sie überbrücken die beiden Wiesenränder einer passenden Karte und werden wie gewöhnliche Straßenelemente gewertet.
Bei Bildung einer Stadt aus zwei halbrunden Stadtteilen kann ein Spieler entscheiden, ob er die Stadt normal wertet oder sie stattdessen zu einer Burg ausbaut. Dazu legt er das Plättchen auf die Stadt und einen Gefolgsmann auf das Plättchen. Wird ein Bauwerk in der Umgebung, den sechs angrenzenden Kärtchen, der Burg fertiggestellt, bekommt der Burgherr wie der Eigentümer des Bauwerkes die Punkte gutgeschrieben. Wiesen gelten nicht, der Burgherr kann sich die Wertung nicht in der Hoffnung auf ein höherwertiges Bauwerk aufheben.

### Schafe und Hügel (9. Erweiterung)
Die im Februar 2014 zur Nürnberger Spielwarenmesse erschienene neunte Erweiterung besteht aus 18 Landschaftskärtchen, 16 Schafs- und 2 Wolfsplättchen in einem Stoffbeutel sowie sechs Schäfern. Die Karten werden mit einem kleinen Schaf zur Trennung für Spiele ohne bestimmte Erweiterungen gedruckt. Die Erweiterung erschien 2016 auch im Design der Neuen Edition.
Unter den Landschaftskarten existieren einige mit einem Weinberg. Werden diese in unmittelbare Nähe zu einem Kloster gelegt, erhält der Spieler bei dessen Vollendung drei Extrapunkte pro Weinberg. Bei den Karten mit Hügel wird eine weitere Karte verdeckt unter diese gelegt. Bei Gleichstand erhält der Spieler, der einen Gefolgsmann auf einem solchen Hügel hat, die Punkte; der andere geht leer aus.
Der Schäfer wird anstatt eines Gefolgsmannes ins Spiel gebracht und auf eine Wiese gesetzt. Dabei ist es egal, ob ein anderer Gefolgsmann die Wiese besitzt. Am Anfang und wenn der Spieler die Wiese erweitert, zieht er aus dem Stoffbeutel ein Plättchen. Zieht er ein Schafsplättchen, so legt er dieses zum Schäfer. Ist es ein Wolf, kommen die Schafsplättchen in den Beutel und der Schäfer zurück auf die Hand. Will der Spieler die Punkte kassieren, muss er dies durch weiteres Anlegen machen. Er zieht kein Plättchen mehr, sondern erhält Punkte in Anzahl der Schafe der Herde. Betritt der Drache aus der 3. Erweiterung (Burgfräulein und Drache) ein Feld, auf dem ein Schäfer (mit seinen Schafsplättchen) steht, frisst er den Schäfer und alle seine Schafe.

### Manege frei! (10. Erweiterung)
Im März 2017 erschien die auf der Nürnberger Spielwarenmesse vorgestellte zehnte große Erweiterung. Sie ist die erste große Erweiterung, die ausschließlich im Design der Neuen Edition erscheint. Die Erweiterung besteht aus 20 neuen Landschaftskärtchen, 16 Tierplättchen, einem roten Zirkuszelt und sechs Zirkusdirektoren in den sechs Spielerfarben. Die Tierplättchen zeigen verschiedene Tiere mit unterschiedlichen Punktewertungen. Auf den neuen Landschaftskärtchen befinden sich Symbole für das Zirkusfeld oder für eine „Meeple-Pyramide“ aus Artisten (Artistenkärtchen). Die Tierplättchen werden verdeckt an den Spielfeldrand gelegt.
Beim Legen eines Landschaftskärtchens mit einem Platz für das Zirkuszelt wird zuerst ein Tierplättchen verdeckt darauf gelegt und darauf das Zirkuszelt gestellt. Wird ein weiteres Kärtchen mit einem Zeltplatz gezogen, zieht das Zirkuszelt von seinem alten Platz zu dem neuen um. Dabei wird eine Wertung für alle Spielfiguren, die sich um das alte Zirkuszelt befinden, in Abhängigkeit von den Punkten des Tierplättchen unter dem Zelt, ausgelöst. Das Tierplättchen wird dann für diese Partie aus dem Spiel genommen.
Wird ein Artistenkärtchen (für eine „Meeple-Pyramide“) gelegt, stellt man seine Spielfigur auf einen der beiden speziellen Plätze. Wird nun ein weiteres Kärtchen in dessen Umkreis angelegt, wird auch der zweite Platz besetzt. Beim Anlegen eines dritten Kärtchen wird die Spielfigur auf die Schultern der beiden anderen Figuren gesetzt; die „Meeple-Pyramide“ ist vollendet. Beim Anlegen eines vierten Kärtchens erfolgt die Punktewertung; jede der drei Figuren bekommt fünf Punkte. Die Figuren der Pyramide können unterschiedlichen Spielern gehören.
Der Zirkusdirektor kann wie eine normale Spielfigur auf eine Straße, einen Weg oder ein Kloster gesetzt oder auf eine Wiese gelegt werden. Löst er eine Wertung aus, bekommt er zusätzlich zwei Punkte für jedes Zirkus- oder Artistenplättchen, auf welchem er steht oder welches dieses umgibt.

## Mini-Erweiterungen
Die Mini-Erweiterungen sind zumeist Werbegeschenke z. B. auf Spielemessen (Give-Aways) oder liegen einer Zeitschrift bei, weshalb sie nicht den normalen Markt erreichen. Daher kann es zu einer Limitierung und damit zum kompletten Abverkauf kommen. So wurden zu den Internationalen Spieltagen 2014, 2015 und 2016 spezielle Promokarten für Carcassonne – Neue Edition verteilt. Einige Mini-Erweiterungen werden jedoch ganz regulär wie die großen Erweiterungen vertrieben.
Nicht immer ist der Hersteller des Grundspiels der der Mini-Erweiterungen.

### Give-Aways
Von den Mini-Erweiterungen wurden immer wieder welche zu Marketingzwecken kostenlos herausgegeben oder dem Basisspiel beigelegt. Teilweise wurden sie später kommerziell separat vertrieben.

#### Der Fluss
Aus den zwölf Kärtchen, mit denen das Spiel an Stelle der Startkarte begonnen wird, bilden die Spieler der Reihe nach den Verlauf eines Flusses. Der abgebildete Fluss selbst hat lediglich eine dekorative Funktion.
Die Fluss-Erweiterung wurde ursprünglich kostenlos vom Verlag herausgegeben, z. B. auf der SPIEL 2001 in Essen und ist nicht mehr im Handel erhältlich. Im Onlineshop werden noch Restbestände vertrieben. Die Originale des Verlages haben einen sehr hohen Sammlerwert und die hohe Nachfrage nach ihr führt zu Angeboten in Internet-Auktionen mit teils horrenden Preisgeboten. Trotz dieser Entwicklung, von der sich der Verlag distanziert, wird keine Neuauflage angeboten. Der Fluss kann als PDF heruntergeladen, ausgedruckt und selbst gebastelt werden.
Eine Ausgabe der Erweiterung Der Fluss lag der Computerspiel-Adaption von Carcassonne von Koch Media bei. Auf der Rückseite der Plättchen dieser Ausgabe befinden sich Zahlenfolgen, die als Kopierschutzfunktion dienen.
Der unerwartete Erfolg der Erweiterung hat den Spieleverlag dazu bewogen, im Juni 2005 eine überarbeitete Version mit dem Titel Der Fluss II herauszugeben. Die Erweiterung liegt ebenfalls der Carcassonne Limited Edition bei sowie der Big-Box-Edition 2014, wurde jedoch dort um Symbole für die Erweiterung Schafe und Hügel ergänzt und wird auch als Fluss III bezeichnet. Zur Trennung für Spiele ohne bestimmte Erweiterungen wurden die Karten mit einem Flusssymbol (drei Wellenlinien) bedruckt. Außerdem wurde der Fluss I wurde dem überarbeiteten Design der Neuen Edition von 2014 beigelegt. Ein Kärtchen wurde dabei um einen Garten für die ebenfalls beiliegende Mini-Erweiterung Der Abt ergänzt.

#### Die Kornkreise
Die Erweiterung besteht aus sechs Kärtchen, auf denen neben den üblichen Landschaftselementen jeweils ein Kornkreis abgebildet ist. Die Karten wurden mit einer kleinen Ähre zur Trennung für Spiele ohne bestimmte Erweiterungen gedruckt. Die Mini-Erweiterung war zunächst nur über eine Sonderausgabe des Grundspiels für den Fachhandel erhältlich. Nach Abverkauf der Sonderausgabe war die Erweiterung über den Verlag zu beziehen. Mittlerweile ist sie aber nicht mehr verfügbar. Mit den Minis liegt in jeder der sechs Schachteln eine Karte der zweiten Version bei.
Es gibt drei unterschiedliche Kornkreissymbole, durch die Gefolgsleute auf einer Wiese, einer Straße oder einer Stadt betroffen sind. Der aktive Spieler bestimmt beim Anlegen einer Kornkreiskarte, ob seine Mitspieler einen ihrer Gefolgsleute zu einem weiteren auf das entsprechende Gebiet setzen oder vom Gebiet entfernen müssen.

#### Das Fest
Die Mini-Erweiterung besteht aus zehn neuen Landschaftskärtchen und ist Teil diverser Jubiläumseditionen. Sie ist jedoch inzwischen auch separat erhältlich. Die Kärtchen, die zum 10-jährigen Carcassonne-Jubiläum 2011 erschienen, sind sie mit einer von Feuerwerk umgebenen „10“ gekennzeichnet.
Wenn ein Spieler ein Fest-Kärtchen ausgelegt hat, darf er entweder eine eigene Figur nach den üblichen Regeln auf dieses Landschaftskärtchen stellen oder eine Figur von der gesamten Auslage zurück in seinen Vorrat nehmen.
Die Mini-Erweiterung liegt ebenfalls einer speziellen Version des Grundspiels der Neuen Edition bei. Die Kärtchen sind hierbei anlässlich des 15-jährigen Jubiläums mit einer von Feuerwerk umgebenen „15“ gekennzeichnet. Außerdem wurden die Kärtchen um ein Symbol für die Gärten der der Neuen Edition beiliegenden Mini-Erweiterung Der Abt erweitert. Im Handel sind die Kärtchen unter dem Namen „Das Fest II“ erhältlich und erschienen auch im Design der Edition 2021.

#### Die Windrosen
Die Mini-Erweiterung Die Windrosen besteht aus sechs Landschaftskarten mit Windrosen-Symbolen. Durch eine neue Startkarte wird das Spielfeld gemäß den Himmelsrichtungen in Norden und Süden eingeteilt. Durch Anlegen einer weiteren Windrosen-Karte in „seinem“ Abschnitt erhält der Spieler drei Punkte unabhängig von anderen Wertungen. Die blaue Windrose ändert dies.
Die Mini-Erweiterung konnte auf der modell-hobby-spiel 2012 in Leipzig, während der Carcassonne-on-Tour-Events und seit November 2013 auch im Handel erworben werden. Sie lag außerdem mit neugestalteten Karten und leicht abgewandelten Regeln dem Magazin spielbox in der Ausgabe 5/2013 bei.

#### Die Belagerer
Die Belagerer ist eine aus sechs Landschaftskärtchen bestehende Mini-Erweiterung. Zu der bereits 2008 erschienenen amerikanischen Variante Cult, Siege and Creativity mit vier komplett anderen Landschaftskärtchen bildet diese nun die Fortsetzung der Belagerer (Siege) und der Katharer. Die Regeln dazu sind dieselben wie bei der zuvor separat erschienenen Mini-Erweiterung Die Katharer, mit dem Unterschied, dass die Belagerten mithilfe eines benachbarten Klosters fliehen konnten. Die Karten selbst sind jedoch anders gestaltet. Auf den Karten ist zur Trennung von anderen Karten ein kleiner Helm abgebildet.
Die Erweiterung ist Teil einer exklusiv von der Handelskette Müller vertriebenen Sonderedition. Dieser liegt neben dem Grundspiel auch die sechste Erweiterung Graf, König und Konsorten bei. Zwischenzeitlich war die Mini-Erweiterung auch über den Online-Shop des Verlags erhältlich.

#### Spiel 1X
Diese Karten sind Promotionskarten, die seit 2014 bei Käufen beim Verlag auf der SPIEL beigelegt werden. Sie können nur dort oder bei einer Adventsaktion des Verlages erworben werden. Sie haben keine besonderen Regeln.

#### Darmstadt spielt
Darmstadt spielt ist eine weitere Mini-Erweiterung, die vom Spielekreis Darmstadt anlässlich seines 20-jährigen Jubiläums 2014 herausgegeben wurde. Sie umfasst neben Mini-Erweiterungen für Hugo – das Schlossgespenst, Zooloretto, Die Siedler von Catan und Village Port auch drei Landschaftskärtchen für Carcassonne, welche Darmstädter Gebäude zeigen. Zwei sind Klosterkärtchen und zeigen die Russische Kapelle und die Kirche St. Ludwig, die andere ist ein Stadtkärtchen, welches das Darmstadtium zeigt. Für alle drei Kärtchen gibt es erweiterte Regeln für die Punktezählung. Erhältlich war die Erweiterung nur auf den Internationalen Spieltagen sowie der Veranstaltung „Darmstadt spielt“ im Jahre 2014.
Die Karten wurden mit einer stilisierten Lilie aus dem Darmstädter Stadtwappen zur Trennung für Spiele ohne bestimmte Erweiterungen gedruckt.

#### Der Abt
Der Abt ist eine eigene Spielfigur für die Neue Edition des Spiels. Sie kann an Stelle eines normalen Meeples auf ein Kloster oder einen Garten gesetzt werden, welche extra für diese Erweiterung auf die Karten gezeichnet wurden. Gewertet wird ein Garten wie ein Kloster. Der Abt besitzt jedoch als Sondereigenschaft, dass man ihn auch dann werten kann, wenn man keine andere Spielfigur setzt, unabhängig davon, ob alle acht Plättchen um das Kloster oder den Garten gelegt sind.

#### Die Landvermesser
Diese Erweiterung steht auf der Website des verlagseigenen Online-Shops zum kostenlosen Download bereit. Sie fällt unter die hauseigene Rubrik „print & play“. Da sie keine Kärtchen enthält, sondern nur von außen auf die jeweilige Wertung Einfluss nimmt, fällt der Unterschied in der Gestaltung, etwa Farbunterschiede oder Höhenunterschiede der Plättchen, nicht ins Gewicht. Das Aufkleben der Plättchen auf Karton oder dickes Papier wird trotzdem empfohlen.
In der Erweiterung ändert sich für Klöster, Städte und Straßen nach jeder Wertung die Wertungsgrundlage: Entweder einheitlicher Wert, geringerer oder höherer Wert pauschal oder aufgrund von Umgebungsfaktoren, gleiche Punkte bei ungleichvielen Meeple usw. Sobald gewertet wurde, werden in allen drei Kategorien die Wertungplättchen ausgewechselt.

### spielbox-Mini-Erweiterungen
Das Spielemagazin spielbox bringt neben Rezensionen zu den einzelnen Spielen immer wieder auch Mini-Erweiterungen heraus, die später bisweilen im Onlineshop vom Hans im Glück Verlag ebenfalls zu erwerben sind. Neben den unten aufgeführten lag auch mit neugestalteten Karten und leicht abgewandelten Regeln die Erweiterung Die Windrosen in der Ausgabe 5/2013 bei.
Die Karten werden, mit Ausnahme der Katharer, mit einem kleinen regelmäßigen Fünfeck zur Trennung für Spiele ohne bestimmte Erweiterungen gedruckt.

#### Die Katharer
Die Mini-Erweiterung von Christwart Conrad besteht aus vier Landschaftskärtchen, auf welchen sich jeweils ein „belagerter“ Stadtteil befindet. Thematisch spielt die Erweiterung im 13. Jahrhundert, als Papst Innozenz III. zum Kreuzzug gegen die Katharer aufrief. Carcassonne galt als Katharerhochburg. Die Karten lagen sowohl dem Carcassonne-Almanach als auch Heft 5/2004 der spielbox bei, einem Spiele-Magazin, welches vom Verlag Nostheide herausgegeben wird. Beide Zeitschriften sind seitens des Verlages nicht mehr erhältlich. Eine neu gestaltete Version der Katharer ist Teil der englischen Mini-Erweiterung Cult, Siege and Creativity.
Die neuen Landschaftskärtchen haben Auswirkung auf die Wertung von Städten und Wiesen. So verliert eine belagerte Stadt an Wert und zählt bei Abschluss einen Punkt weniger pro Karte. Wird sie bis Spielende nicht abgeschlossen, wird sie gar nicht gewertet. Im Gegensatz dazu verdoppelt sich der Wert einer belagerten Stadt am Ende des Spiels für die auf der Wiese befindlichen Bauern.

#### Die Kultstätte
Die bereits aus Graf, König und Konsorten bekannte Mini-Erweiterung lag unter dem Namen Die Kultstätte zusammen mit der Mini-Erweiterung Neue Hütten für das ebenfalls aus dem Hans im Glück Verlag stammende Spiel Stone Age dem Ende August 2008 erschienenen Hans-im-Glück-Almanach bei.

#### Der Tunnel
Die Mini-Erweiterung besteht aus vier Landschaftskärtchen und zwölf Markierungschips und lag dem Magazin spielbox in seiner Ausgabe 6/2009 bei. Das Magazin ist im Oktober 2009 erschienen und inzwischen vergriffen.
Die Straßen enden nicht an den Tunneln, sondern erst, wenn zwei Tunnelenden mit den Markern der eigenen Farbe markiert sind. Straßen, die auf einen Tunnel zulaufen ohne Marker, gelten als nicht vollendet. Dabei können die Spieler festlegen, ob nur die vier Karten dieser Erweiterung gelten oder alle mit Tunnel.

#### Die Pest
Es handelt sich hierbei um eine Mini-Erweiterung, welche dem Magazin spielbox in seiner Ausgabe 6/2010 beilag und von Christwart Conrad entwickelt wurde. Das Heft ist am 19. Oktober 2010 erschienen und inzwischen vergriffen. Einzelne Erweiterungen können noch erworben werden. Die Erweiterung besteht aus sechs Landschaftskarten, sechs Pestherdkarten und 18 Flohchips.
Zuerst müssen 17 Karten gespielt werden, ehe möglicherweise eine Karte mit Pestherd gezogen wird. Ausgehend vom Pestherd müssen dann die Flohchips pro Zug an das Pestgebiet horizontal oder vertikal gelegt werden. Wenn ein neuer Pestherd entsteht, werden die Chips dort angelegt. Wenn alle 18 ausgelegt wurden, werden beginnend vom Pestherd mit der niedrigsten Nummer die Herde umgedreht. Alle zugehörigen Chips werden auf inaktiv gedreht. Mindestens ein Herd muss aber bestehen bleiben. Die inaktiven Chips werden dann genommen und vom ältesten Pestherd dort angelegt. Wachsen Gebiete zusammen, werden inaktive Chips wieder aktiviert. Im aktuellsten Pestgebiet werden, sobald alle 18 Chips liegen, diese innerhalb des Gebietes bewegt. Während die Pest wütet, darf pro Zug ein Gefolgsmann innerhalb des Bauwerkes beliebig verschoben werden. Werden Gefolgsleute von der Pest erreicht, müssen die Spieler diese zurücknehmen.

#### Die Häuser
Die Häuser ist eine Mini-Erweiterung, die dem Magazin spielbox in der Ausgabe 5/2012 beilag und seit November 2013 auch im Handel erhältlich ist.
Die Erweiterung enthält keine neuen Landschaftskärtchen, sondern besteht aus 18 Häuser-Kärtchen, die zu Beginn gleichmäßig an die Mitspieler verteilt werden und anstelle eines Gefolgsmanns gelegt werden dürfen. Es sind drei verschiedene Häusertypen: je sechs Häuser, Türme und Schuppen. Bei einer Wertung erhalten Gebiete mit angrenzenden Häusern zusätzliche Punkte.

#### Halb so wild I
Halb so wild I ist eine Mini-Erweiterung, die dem Magazin spielbox in der Ausgabe 5/2014 beilag. Sie besteht aus zwölf „halben“ Dreieckkarten, die sich im Design von Halb so wild II unterscheiden. Auf den Karten ist zur Unterscheidung von weiteren Erweiterungen ein regelmäßiges Fünfeck abgebildet. In einer Neuauflage 2020 wurden dieselben Motive vom Hans im Glück Verlag im Neuen Design veröffentlicht. Statt eines Fünfecks befand sich ein gleichschenkliges, rechtwinkliges Dreieck mit einer arabischen 1 auf der Karte.
Jeder Spieler erhält zwei Dreieckskarten. Anstatt regulär eine Karte zu ziehen, kann der Spieler alternativ auch eine seiner Dreieckskarten anlegen. Dabei dürfen nur die kurzen Seiten an den anderen Karten anliegen. Das Kloster gilt dann als fertig, wenn eine weitere Dreieckskarte im Umkreis angelegt wird.

### SpielDoch!-Mini-Erweiterungen
Von der Zeitschrift SpielDoch! wurden bisher zwei Erweiterung herausgegeben. Die Karten wurden mit „SD“ (SpielDoch) für Spiele ohne bestimmte Erweiterungen gedruckt.

#### Das Labyrinth
Der Ausgabe 1/2016 der Zeitschrift SpielDoch! lagen zwei spezielle Weg-Plättchen bei, eines im ursprünglichen Design und eines im Design der Neuen Edition. Auf das Labyrinth und auf die angrenzenden Straßen werden Meeple gesetzt. Gewertet wird, wenn alle Wege abgeschlossen sind. Derjenige, der die Mehrheit in Labyrinth und auf den angrenzenden Wegen hat, erhält für jede Karte einen, für jeden Meeple zwei Punkte.

#### Namenlose Mini-Erweiterung
Der Ausgabe 2/2018 lagen zwei Karten im neuen Design für das Grundspiel bei sowie zwei weitere für den Ableger Carcassonne – Safari. Sie haben keine neuen Regeln. Auf beiden verteilt sich der Schriftzug der Zeitschrift.

### Zum Verkauf entworfene Mini-Erweiterungen
Folgende Mini-Erweiterungen wurden direkt in den Handel gebracht:

#### le sac (Zubehörartikel)
Es handelt sich dabei um einen mit dem farbigen Carcassonne-Logo bedruckten Stoffbeutel. Er dient in erster Linie dem verdeckten Ziehen von Landschaftskärtchen. Erschienen ist er im Jahr 2002, ist aber mittlerweile vergriffen. Der Erweiterung Händler und Baumeister liegt ein ähnlicher Beutel bei, der den gleichen Zweck erfüllt. Dessen Aufdruck ist lediglich schwarz.

#### König und Späher
Die Erweiterung König und Späher besteht aus zwölf neuen Kärtchen. Die sieben Karten für das Grundspiel liegen auch der 6. Erweiterung Graf, König und Konsorten bei. Sie werden nicht mehr einzeln produziert.
Fünf Landschaftskärtchen lassen sich in das Grundspiel integrieren. Des Weiteren können mit Hilfe der beiden Karten „König“ und „Raubritter“ am Ende des Spiels Zusatzpunkte gemacht werden. Der Spieler, der die größte Stadt zuerst fertigstellt, erhält den König und am Ende des Spiels für jede fertige Stadt dadurch einen Punkt. Der Raubritter ist das Äquivalent des Königs für die Straßen. Die Karten stellen mit jeder Erweiterung des Spiels eine immer größere Macht dar. Wer die Karten besitzt, kann damit das Spiel für sich entscheiden. Daher wird teilweise empfohlen, nur einen halben Punkt pro Stadt bzw. Straße zu vergeben.
Für die eigenständige Carcassonne-Variante Die Jäger und Sammler enthält die Mini-Erweiterung fünf Karten, die vor dem Spielbeginn von den Mitspielern gezogen werden. Sie können während des Spiels eingesetzt werden und ermöglichen ebenfalls Zusatzpunkte bzw. Boni.

#### Der Graf von Carcassonne
Die Erweiterung besteht aus zwölf Kärtchen und einer Holzfigur und inzwischen Teil der Erweiterung Graf, König und Konsorten.
Die zwölf Kärtchen werden vor dem Spiel ausgelegt und bilden zusammengesetzt die Stadt Carcassonne. Die ausgelegte Stadt ersetzt damit die eigentliche Startkarte aus dem Grundspiel. Schließt ein Spieler durch Anlegen seiner Karte ein Gebiet, so dass ein Gegenspieler Punkte erhält, der am Zug befindliche Spieler jedoch keine, so darf dieser einen seiner Gefolgsleute in einen Stadtteil Carcassonnes stellen sowie die Holzfigur „Graf“ versetzen. Carcassonne selbst besteht aus den vier Stadtteilen Schloss, Schmiede, Kathedrale und Markt, welche mit den bekannten Gebieten Stadt, Straße, Kloster und Wiese korrespondieren. Wenn es im weiteren Spielverlauf zu einer Wertung kommt, dürfen die Spieler der Reihe nach Gefolgsleute aus dem entsprechenden Stadtteil Carcassonnes in das zu wertende Gebiet versetzen, um so die Mehrheitsverhältnisse zu verändern. Der Graf blockiert allerdings Gefolgsleute, die mit ihm im selben Stadtteil stehen.

#### Der Fluss II
Da die limitierte Auflage der Mini-Erweiterung Der Fluss schnell vergriffen war, entschloss sich der Verlag zur Herausgabe einer Fortsetzung. Unter dem Namen Der Fluss II wurde im Juni 2005 erneut eine limitierte Auflage an Fachhändler ausgeliefert. Inzwischen ist auch diese einzelne Erweiterung vergriffen. Wegen der großen Nachfrage wurde Der Fluss II schließlich der Erweiterung Graf, König und Konsorten beigelegt und befindet sich auch in der Big-Box-Edition 2008.
Wie schon Der Fluss besteht auch diese Erweiterung aus zwölf Landschaftskärtchen, die mit dem Grundspiel zusammen verwendet werden können. Die Unterschiede zu den ersten Flusskarten sind eine „Flussgabelung“ sowie Elemente aus den ersten drei großen Erweiterungen auf den Karten.

#### Das Gefolge
Das Gefolge besteht aus einer kleinen transparenten Kunststoffbox in Form eines Gefolgsmanns, welche sechs farbig-transparente Spielfiguren (genannt „Phantom“) beinhaltet, je eine für jeden Spieler. Die Kunststoffbox ist in sechs verschiedenen Farben – Gelb, Rot, Blau, Lila, Grün und Schwarz – erhältlich. Der Erscheinungstermin war der 15. März 2011.
Die Spieler haben die Möglichkeit, ihr Phantom als zweiten Gefolgsmann auf eine soeben gelegte Karte zu stellen. Das Phantom fungiert dann wie ein normaler Gefolgsmann. Alternativ kann das Phantom auch einzeln, als achter Gefolgsmann, gesetzt werden. Kompatibilitätsprobleme bestehen hier zur Carcassonne-Jubiläumsedition, in der auch die normalen Gefolgsmänner aus diesem transparenten Kunststoff bestehen.

#### Die Schule
Die Schule besteht aus zwei Landschaftskarten, die zusammen eine Schule abbilden, sowie einer Lehrer-Figur und einem kleinen Stoffbeutel in zufälligen Farben. Der komplette Erlös kommt dem Verein „Rainbow over Ghana“ zugute, um damit ein Schulprojekt am See Bosumtwi in Ghana zu finanzieren. Ihre Premiere hatte die Mini-Erweiterung in einer Zusammenstellung mit der Dominion-Promotionkarte Carcassonne auf der Essener Spielemesse SPIEL ’11, ist jedoch inzwischen auch separat erhältlich.
Die Karten werden direkt an die Startkarte angelegt. Ziel ist es, die Schule mit Schülern zu versorgen, indem mindestens eine der fünf abgehenden Straßen abgeschlossen wird. Als Belohnung erhält der jeweilige Spieler den Lehrer bis zur nächsten Wertung im Spiel, an der er vollständig partizipiert. Danach kommt der Lehrer zurück auf die Schule.

#### Carcassonne Minis 1 bis 7
Diese Mini-Erweiterungen wurden Anfang 2012 zur Nürnberger Spielwarenmesse vorgestellt. Jede der sechs Erweiterungen besteht aus jeweils acht Karten, verschiedenen Holzteilen und Spielregeln. Außerdem enthält jede der Erweiterungen zusätzlich eine Karte „Kornkreise“. Die Regeln dazu sind die gleichen wie bei der zuvor separat erschienenen Mini-Erweiterung Kornkreise. Die Karten sind allerdings anders gestaltet. In Gestaltung der Neuen Edition sind sie nur als Teil der Big Box 2017 erhältlich. Beim Verlag hobby world, der Carcassonne in Russland vertreibt, erschien eine spezielle Erweiterung unter dem Namen Дворяне и Башни (deutsch Adlige und Türme), welche alle sieben Minis umfasst.

##### Mini 1 (Die Fluggeräte)
Wenn eine Karte mit Fluggerät-Symbol – ein geschwungener Flügel eines Gleitflugzeuges – angelegt wird, kann der Spieler versuchen, einen Gefolgsmann ins Spiel zu bringen. Durch das Anlegen wird die Richtung des Fluges festgelegt. Ein spezieller Würfel mit den jeweils doppelt vorhandenen Würfelwerten eins bis drei bestimmt dann, wie weit der Flug geht. Auf der ausgewürfelten Karte darf der Gefolgsmann (auch in besetzte Gebiete) eingesetzt werden. In fertigen Bauwerken und auf Wiesen darf er nicht landen. Wer über das Spielfeld hinausfliegt, hat ebenfalls Pech gehabt.

##### Mini 2 (Die Depeschen)
Jeder Spieler erhält eine von sechs Gefolgsfrauen, die als weitere Zählfigur auf die Wertungstafel gestellt wird. Bei Wertungen kann man nun entscheiden, welche der beiden Figuren gezogen wird. Gelingt es dem aktiven Spieler, mit einer der Wertungsfiguren auf ein dunkles Feld (5, 10, 15 etc.) zu gelangen, zieht er eine von acht Depeschenkarten und kann die auf der Karte angegebene Aktion durchführen oder zwei Punkte erhalten. Dabei kann er zum Beispiel neue Karten ziehen oder bestimmte Gebiete direkt werten.

##### Mini 3 (Die Fähren)
Die dritte Mini-Erweiterung umfasst acht Landschaftskärtchen und acht kleine Holzfähren. Die neuen Landschaftskärtchen zeigen drei oder vier Wege, die jeweils an einem Steg eines Sees enden. Nachdem eine solche Karte angelegt wurde, wird eine Verbindung durch eine der acht Holzfähren geschlossen. Zwei der Straßenenden werden dabei durch diese verbunden und bilden eine nun durchgehende Straße. Immer wenn eine Fährenstraße verlängert wird, kann die Fähre auf der Karte neu umgelegt werden. Wenn dadurch eine Fährverbindung gekappt wird, wird diese sofort gewertet. Die Kärtchen sind zur Unterscheidung mit einem kleinen Holzboot (Fähre) gekennzeichnet.

##### Mini 4 (Die Goldminen)
Nachdem ein Landschaftskärtchen mit Goldsymbol (Goldbarren) angelegt wurde, wird auf diese und eine angrenzende Karte jeweils einer von 16 „Goldbarren“ aus Holz gelegt. Wer später im Spiel ein Bauwerk fertigstellt, auf dessen Karten Goldbarren liegen, darf diese an sich nehmen. Dabei ist es wichtig, möglichst viele der Goldbarren zu sammeln. Je mehr man davon hat, desto mehr zählt der einzelne bei der Schlusswertung.

##### Mini 5 (Magier & Hexe)
Nachdem eine Karte mit Magiersymbol – einem spitzen Hexenhut – angelegt wurde, muss der aktive Spieler entweder die Hexe oder den Magier ins Spiel bringen oder versetzen. Die beiden Figuren werden nur auf eine Straße oder in eine Stadt gestellt, dürfen sich jedoch nicht im gleichen Bauwerk befinden. Steht bei einer Wertung ein Magier im Bauwerk, bringt er einen Extrapunkt pro Karte des Bauwerkes. Steht die Hexe bei der Wertung in einem Bauwerk, werden die Punkte halbiert.

##### Mini 6 (Die Räuber)
Wird eine Karte mit einem Räubersymbol ins Spiel gebracht, dürfen der aktive Spieler und der nächste, der sie auf der Hand hat, ihre Räuberfiguren zu Gefolgsleuten auf die Wertungstafel stellen. Bekommen diese im weiteren Spielverlauf dann Punkte, erhält der Spieler mit dem Räuber einmalig die Hälfte der Punkte dazu. Dies gilt nicht, wenn die Punkte geraubt wurden. Stattdessen zieht der Räuber mit. Nach Erhalt der Punkte kehrt der Räuber auf die Hand zurück.

##### Mini 7 (Die Kornkreise II)
Jede der sechs Mini-Erweiterungen enthält zusätzlich eine Karte. Zusammen ergeben sie Kornkreise II. Die Regeln dazu sind dieselben wie bei der zuvor separat erschienenen Mini-Erweiterung Die Kornkreise. Die Karten sind allerdings anders gestaltet.

#### Mini-Erweiterungen „Die Klöster“
2014 erschienen zwei Mini-Erweiterungen, die verschiedene deutsche sowie niederländische und belgische Klöster („Holländische Klöster“) zeigen.  Sie umfassen jeweils sechs Landschaftskärtchen und ersetzten oder ergänzen die bisherigen Klöster. Zur Unterscheidung von weiteren Erweiterungen sind die Kärtchen mit einem Mönch gekennzeichnet.  2016 erschien eine dritte Klöster-Erweiterung, welche verschiedene japanische Klöster und Tempel zeigt.
Bei den Klöstern kann zwischen zwei verschiedenen Wertungen gewählt werden: wie üblich als Mönch oder aber als Abt, wobei dieser auf die Seite gelegt wird. Bei der Wertung als Abt verbleibt dieser bis zum Ende des Spiels auf dem Kloster und bekommt so viele Punkte, wie vom Kloster aus Karten durchgängig vertikal und horizontal gezählt werden können.

##### Klöster in Deutschland
Die Klöster in Deutschland Klöster zeigen Kloster Andechs, Kloster Eberbach, Kloster Lorch, Kloster Maria Laach, Kloster St. Marienthal und Kloster Maulbronn. Diese Erweiterung erschien auch in den Designs der Neuen Edition und der Edition 2021.

##### Holländische Klöster
Die Holländischen Klöster zeigen die vier belgischen Klöster: Abdij van Westmalle (deutsch Trappistenabtei Westmalle), Abdij van Averbode (deutsch Abtei Averbode), Sint-Trudoabdij Brugge (deutsch St.-Trudo-Abtei) und Abdij Onze Lieve Vrouw van Nazareth (deutsch Abtei Unsere Liebe Frau von Nazareth) sowie die beiden niederländischen Klöster: Klooster Huissen (deutsch Kloster Huisen) und Klooster Heilig Hart Steyl (deutsch Kloster Herz Jesu Steyl).  Diese Erweiterung liegt einer Version des niederländischen Grundspiels bei.

##### Klöster/Tempel in Japan
Die Klöster und Tempel in Japan zeigen die beiden buddhistischen Tempel Kinkaku-ji und Gojūnotō, das Eingangstor Kaminari-mon zum buddhistischen Sensō-Tempel in Tokio, die Burg Himeji, die Festung Goryōkaku und den Kamakura Daibitsu. Gestaltet wurden die Kärtchen von Toshihiko Ishibashi. Diese Erweiterung ist im Design der Neuen Edition gestaltet und liegt auch einer speziellen Version des japanischen Grundspiels bei.

#### Halb so wild II
Die Mini-Erweiterung Halb so wild II besteht aus zwölf „halben“ Dreieckkarten, die sich im Design von Halb so wild I unterscheiden, mit diesen aber kompatibel sind. Auf den Kärtchen sind zusätzlich Symbole für die Erweiterung Schafe und Hügel sowie für Die Kornkreise abgebildet. Auf den Karten ist zur Trennung von weiteren Erweiterungen ein kleiner Gefolgsmann mit einem „C“ abgebildet. In einer Neuauflage 2020 wurden dieselben Motive im Neuen Design veröffentlicht. Statt eines Fünfecks befand sich ein gleichschenkliges, rechtwinkliges Dreieck mit einer arabischen 2 auf der Karte.

#### Burgen in Deutschland
Burgen in Deutschland ist eine Mini-Erweiterung aus dem Jahre 2015. Sie besteht aus sechs Doppel-Landschaftskärtchen mit verschiedenen Burgen Deutschlands, welche per Wahlverfahren im Carcassonne-Forum ausgewählt wurden. Zu Beginn des Wahlverfahrens standen jeweils zu den Gebieten Ost, West, Nord, Süd und Mitte mehrere Burgen zur Auswahl; durchsetzen konnten sich die Festung Königstein, die Wartburg sowie die Burgen Konradsheim, Eltz, Bentheim und Rieneck. Auf den Karten ist zur Unterscheidung von anderen Erweiterungen ein kleines Burgtor mit zwei Türmen abgebildet.
Die Burgen werden vor Spielbeginn verteilt und können während des Spiels anstelle des Ziehens eines Landschaftskärtchens gelegt werden. Die Wertung ist ähnlich der der Klöster. Außerdem gibt es zusätzliche drei Punkte für Städte oder Straßen, die an der Burg beginnen. Seit 2019 ist die Erweiterung auch im Design der Neuen Edition erhältlich.

#### Kathedralen in Deutschland
Zu Ostern 2016 erschien die Mini-Erweiterung Kathedralen in Deutschland. Es sind sechs verschiedene Wiesenkärtchen mit drei oder vier Wegen, die verschiedene deutsche Kathedralen zeigen. Über die Motive wurde, wie schon zuvor bei der Erweiterung Burgen in Deutschland, im Carcassonne-Forum abgestimmt. Die Wahl fiel auf den Kölner Dom, die Münchner Frauenkirche, die Dresdner Frauenkirche, die Kirche St. Michaelis Hamburg, das Ulmer Münster und den Aachener Dom. Die inhaltliche Ungenauigkeit, dass die Kathedralen eigentlich in den Städten stehen müssten, so wie sie dies in der ersten Erweiterung auch tun, und die gezeigten Kathedralen sowohl katholische als auch evangelische Kirchen zeigen, es aber bei letzteren keine Erzbischöfe gibt, ist dem Verlag bewusst und er geht in der Anleitung zu der Erweiterung auf diese ein. Die Karten sind für Spiele ohne Erweiterungen mit einer Kirche gekennzeichnet.
Beim Ziehen einer solchen Karte im Spiel kann man seinen Gefolgsmann entweder auf die Wiese oder den Weg stellen oder aber als Erzbischof auf die Kathedrale. Werden alle an die Kathedrale angrenzenden Wege abgeschlossen, bekommt man für den Erzbischof je Wegabschnitt einen Punkt. Die Wirtshäuser der 1. Erweiterung führen zu einer Verdopplung der Punkte; der Drache aus der 3. Erweiterung frisst den Erzbischof. Für nicht vollendete Wege gibt es am Spielende ebenfalls einen Punkt je Wegabschnitt.
Die Erweiterung erschien auch in den Designs der Neuen Edition und der Edition 2021.

#### Die Wachtürme
Diese Ende 2016 erschienene Mini-Erweiterung ist ausschließlich im Design der Neuen Edition gestaltet und besteht aus zwölf Landschaftsplättchen, auf welchen je ein Wachturm abgebildet ist.
Man darf den Meeple auf ein beliebiges Objekt auf dem Kärtchen nach bekannten Regeln stellen außer auf den Wachturm. Diesem Spieler „gehört“ auch der Wachturm. Die Wertung für den Wachturm wird ausgelöst, wenn das Bauwerk, in dem der Meeple steht, fertig ist oder es zur Schlusswertung kommt. Jeder Wachturm gibt entsprechend der Symbole Punkte im Umkreis des Turms, also der bis zu acht ihn umgebenden Kärtchen.
Zur Unterscheidung von anderen Erweiterungen ist auf dem Kärtchen die Spitze eines Wachturms mit drei Zinnen abgebildet.

#### Märkte zu Leipzig
Diese Erweiterung erschien im September 2017 in einer Auflage von 600 Stück im Design der Neuen Edition. Die ersten 300 Exemplare wurden exklusiv auf der Leipziger Messe modell-hobby-spiel vertrieben, sind nummeriert und vom Spieleautor Klaus-Jürgen Wrede sowie dem Geschäftsführer der Leipziger Messe Martin Buhl-Wagner signiert; die anderen 300 Exemplare erschienen zur Spiel '17. Mittlerweile sind die Kärtchen auch käuflich erwerblich und erschienen im Design der Edition 2021. Die Erweiterung besteht aus vier Doppelkärtchen, die zusammengelegt die Stadt Leipzig darstellen und das normale Startkärtchen ersetzen. Sie beinhaltet außerdem je einen Gefolgsmann (Meeple) in einer von 13 Farben und zwei Doppelkärtchen für Carcassonne Amazonas.
Die vier Doppelkärtchen stellen Stadtviertel der Stadt Leipzig dar. Die von ihr wegführenden Straßen ermöglichen dem Spieler die diese Straße oder eine, die durch eine Dorfkreuzung an diese grenzt, vollendende Spielfigur in eines der Stadtviertel zu senden. Dadurch erhält dieser zusätzliche Punkte für vollendete Straßen, Städte, Klöster und am Ende des Spieles Wiesen. Die Kärtchen sind zur Unterscheidung von anderen Erweiterungen mit dem „Doppel-M“ – dem Logo der Leipziger Messe – gekennzeichnet.

#### Die Obstbäume
Die Erweiterung wurde erstmals auf der Spiel Doch! in Duisburg 2018 vorgestellt. Sie besteht aus sechs neuen Landschaftskärtchen und 24 Obstchips. Wird eine Karte mit einem Obstbaum gelegt, werden alle entsprechenden Chips draufgelegt. Sie hat ein Baumsymbol zur Unterscheidung von anderen Erweiterungen.
Alle Spieler die auf diesem oder (auch diagonal) angrenzen Feld einen Meeple setzen, dürfen entweder einen Chip nehmen und die Punkte sich gutschreiben oder bis zu vier unterschiedliche Chips verkaufen. Es gibt entsprechend einer Tabelle Punkte. Zur Schlusswertung gibt es nur noch einen Punkt pro Chip.

#### Die Bader
Die Erweiterung von 2019 beinhaltet sechs Plättchen mit Badehäusern. Je nach Spieleranzahl kommen entsprechend viele der Kärtchen verdeckt zu den übrigen. Die Erweiterung hat einen Badezuber zur Unterscheidung von anderen Erweiterungen.
Die Badehäuser zählen bei der Wertung so viele Punkte wie abgebildet. Ist eine Wertung abgeschlossen, allein daran beteiligt und ein Badehaus frei, muss der Meeple ins Badehaus. Man kommt nur wieder frei, wenn wie beim Kloster alles anschließend umbaut wird oder die angegebene Punktezahl bezahlt wird.

#### Die Zöllner
Für die 2019 im neuen Design erschienene Erweiterung wird ausdrücklich angegeben, dass sie nicht mit dem alten Design kompatibel ist. Zusätzlich erschien sie auch im Design der Edition 2021. Sie beinhaltet 10 neue Kärtchen und für jeden Mitspieler ein Zollplättchen. Die Erweiterung hat eine Zollschranke zur Unterscheidung von anderen Erweiterungen.
Das Zollplättchen kann auf Kreuzungen gelegt bzw. umgelegt werden, wenn man keinen Meeple setzt. Jedes Objekt am Wegesrand, das sonst keine Bedeutung hatte bringt Punkte, genauso wie Reisegruppen. Wenn diese in die Wertung einfließen, wird das Zollplättchen umgedreht und der andere Multiplikator wird beim nächsten Mal angewandt. Das Zollhaus bringt auch in der Schlusswertung Punkte.

#### Maps
Carcassonne Maps aus den Jahren 2019 und 2020 ist eine als Mini-Erweiterung eingestufte Variante, das Spiel durch ein vorbestimmtes Spielfeld zu gestalten. Vergleichbar zu Carcassonne – Die Burg ist das Spielfeld festgelegt und anhand von Startfeldern wird das Spielfeld bespielt. Für die Bespielung der Karten werden Spielplättchen mehrerer Grundspiele bzw. Erweiterungen benötigt. Mit einer weiteren Mini-Erweiterung, die exklusiv aber nicht notwendig für die Maps sind, den Map-Chips, werden ergänzende oder ersetzende Sonderregeln eingeführt.
Es gibt mehrere Spielfelder mit Anlehnung des Namens an die Region, die der jeweiligen „Karte“ Pate stand. Die Bedeutung der Map-Chips zusätzlich zu den abgebildeten Punkten dür für die Map steht in Klammern dahinter:
- France (Punkte mittels Weinherstellung und -verkauf)
- Benelux (offen einsehbare Plättchen erkaufen)
- Great Britain (Meeple zurückholen, die für einen Doppelzug verkauft wurden)
- Península Ibérica (Geocaches legen und bergen)
- Deutschland (Meeple aufwerten)
- USA West und East (Beide Karten kombinierbar; verdeckt platzierte Plättchen einsehen, die bei Passung von angrenzenden Plättchen Punkte geben oder aber bei Nichtpassung abziehen)

Die Spielfelder haben die Maße von DIN A1 und sind auf leinenverstärktem Papier gedruckt.
Startfelder sind „Kleinstädte“ von denen die auf der Karte abgebildeten Felder ausgefüllt werden. „Großstädte“ dürfen erst nach Erschließung bespielt werden. Abgebildetes gilt wie üblich (Wappen etc.) auch wenn die durch die Karte schon vorplatziert wurden. Wenn am Rand keine besondere Karte verlangt wird, gilt kann man den Rand ignorieren und diese bildet eine Grenze für das Bauwerk wie Straßen oder Städte. Fährverbindungen zählen einen Punkt plus Wappenpunkte. Für Klöster an Grenzen gibt es nur Punkte pro gelegtes Kärtchen, also keine neun.

#### Die Bauernaufstände
Die Erweiterung von 2020 beinhaltet zwölf Plättchen mit Aufstandssymbolen, die das betroffene Gebiet angeben. Drei Kärtchen werden unbesehen nicht gespielt. Die Erweiterung hat eine Mistgabel zur Unterscheidung von anderen Erweiterungen.
Wird eine Karte mit einem Aufstandssymbol gespielt, muss der Spieler einen ungeschützten Meeple aus dem betroffenen Gebiet rausnehmen. Ansonsten der linke Nachbar usw. bis es einer muss oder niemand. Dagegen kann sich geschützt werden mit vier Punkten, wenn man einsetzt oder zwei bei einem schon bestehenden, wenn man keinen Meeple setzt. Findet der Aufstand statt bekommt man für die geschützten, theoretisch betroffenen Meeple zwei Punkte pro Meeple.

#### Die Geschenke
Die Geschenke sind wie Die Landvermesser eine nebenliegende Erweiterung mit Sonderaktionen für das normale Spielgeschehen. Im Unterschied werden jedoch die Geschenkkarten an denjenigen verteilt, der jemand anderem hilft und er entscheidet im späteren Spiel, ob er eine Geschenkkarte mit unterschiedlichem Nutzen anwenden will, hierbei aber nicht weiß, welche Aktion ausgeführt wird. Zu allermeist sind diese Meeple-Bewegungen, teilweise mit Wertung oder aber der Zug eines weiteren Kärtchens.

#### Die Wegweiser
Die Erweiterung von 2021 enthält 12 Landschaftskärtchen mit je zwei unterschiedlichen Pfeilen an den Wegen. Aufgabe ist, nach Möglichkeit den Weg in die geforderte Richtung zu verlängern. Je mehr unterschiedliche Richtungen im Weg richtig angeordnet sind, desto mehr Punkte gibt es pro richtig angeordneten Wegweiser. Ausnahme davon ist, wenn die Straße am nächsten Kärtchen endet. Zum Spielende gibt es immer noch einen Punkt pro richtigen Wegweiser unabhängig Varianz der Wegweiser.
Zur Unterscheidung von anderen Erweiterungen ist auf dem Kärtchen ein Holzschildsymbol abgebildet.

### Ausländische Erweiterungen

#### mini expansion
Der Winter-Ausgabe 2006 des US-Magazins Games Quarterly lag eine Mini-Erweiterung bei. Sie besteht aus zwölf neuen Landschaftskärtchen, darunter zwei Flusskärtchen. Es finden sich Elemente aus den ersten beiden Erweiterungen und Der Fluss II wieder.

#### Cult, Siege and Creativity
Die englische Mini-Erweiterung bestehend aus zwölf Kärtchen und wurde Anfang Oktober 2008 von Rio Grande Games herausgegeben.
Fünf der sechs Cult-Landschaftskärtchen entsprechen den Kultstätten aus Graf, König und Konsorten. Das sechste Kärtchen wurde neu entworfen. Die vier Siege-Kärtchen gleichen vom Spielprinzip her denen aus Die Katharer, sind jedoch anders gestaltet. Zwei weitere Kärtchen sind komplett weiß, um Landschaften selbst zu entwerfen (Creativity).

## Fan-Erweiterungen
Zusätzlich zu den offiziellen Erweiterungen gibt es auch Fan-Erweiterungen, die von der Fan-Gemeinschaft erdacht und bisweilen auch produziert werden. Diese reichen von Regeländerungen, die das Spielgleichgewicht erhalten sollen, bis hin zu Versuchen, diese kommerziell zu vertreiben. Auch können diese den Umfang einer großen Erweiterung erreichen. Der Verlag „duldet solche Erweiterungen, will aber informiert werden und verlangt eine eindeutige Kennzeichnung als inoffiziell“. Drei dieser Erweiterungen entstanden in Zusammenarbeit mit dem Carcassonne-Forum und haben es geschafft, offiziell vom Hans im Glück Verlag benannt zu werden. Sie standen auf der Homepage des Verlages zum Herunterladen bereit, sind aber derzeit nur über ein Memento aufzurufen:
- Die Stadttore, 2014, 24 Landschaftskärtchen, Autor: Christof Struck und Hans-Dietrich Pester[94]
- Der Osterhase, 2015, 22 Landschaftskärtchen, Autor: Fritz Spinne[95]
- Die Wahrsagerin, 2016, acht Landschaftskärtchen, Autor: Jeffrey Putnam[96]

Ebenso werden auch Spielfiguren in zusätzlichen Farben angeboten, um Spiele mit mehreren Mitspielern zu ermöglichen.

## Rezeption
Schon von Beginn an stellt sich die Frage über den Sinn und Nutzen der Erweiterungen, aber auch der Ableger. Dem Verlag sind Zuschriften eingegangen, die um mehr Material rund um Carcassonne bitten. In einem Interview mit Michael Knauf äußerte Verleger Bernd Brunnhofer kurz nach Erscheinen von Die Jäger und Sammler, dass ein Verlag Gewinn erwirtschaften müsse, da sich nicht alle Spiele des Verlages von selbst tragen, weshalb dann andere Spiele der Carcassonne-Reihe veröffentlicht werden. Auch wird das Argument hervorgebracht, dass die Nachfrage bedient werde und die Spiele begeistert aufgenommen werden. Moritz Brunnhofer, der Sohn des Verlagsgründers, will zudem Produktpflege betreiben, da dabei „das Verhältnis zwischen Aufwand und Nutzen […] besser“ sei.
Je mehr Kärtchen im Spiel sind, desto wahrscheinlicher, dass man gerade ein ungünstiges zieht. Cristward Conrad schreibt, dass „ohne Zweifel etliche Zugaben ihre Existenzberechtigung“ haben, „dienlich sind sie dem Spiel eigentlich nicht“. Er schreibt auch, dass es jedem selbst obliege, ob man das Grundspiel alleine, mit wenigen oder sämtlichen Erweiterungen spielen will. Eventuelle Regelunklarheiten müssten dann aber in Kauf genommen werden. Zudem vermutet er, dass (2010) die Möglichkeiten zu eventuellen Erweiterungen sicherlich noch 10 Jahre anhalten.
Insgesamt ist die siebte große Erweiterung die am kontroversesten betrachtete Erweiterung. Christwart Conrad schreibt zum Update der Erweiterungskritiken: „Völlig aus dem Rahmen der üblichen Erweiterungen fällt DAS KATAPULT. […] Ebenfalls fünf Punkte werden beim ‚Fangen‘ vergeben. Mit dieser Version wird die gesamte Tischauslage zum Nebenschauplatz. […] Allerspätestens an dieser Variante scheiden sich die Geister. Für den ambitionierten Taktiker ist es ein Graus[…]. Andere kommen jetzt erst richtig in Partystimmung und amüsieren sich prächtig bei dieser Abart.“